# Fusobacterium nucleatum
Fusobacterium nucleatum – beztlenowa, Gram-ujemna pałeczka, występująca jako element fizjologicznej mikroflory jamy ustnej i górnych dróg oddechowych człowieka.
Jest również czynnikiem etiologicznym m.in. chorób przyzębia, zakażenia rany kąsanej oraz zakażenia błon płodowych i łożyska.